# Дан победе (Хрватска)
Дан победе и домовинске захвалности и Дан хрватских бранитеља (хрв. Dan pobjede i domovinske zahvalnosti, Dan hrvatskih branitelja) је државни празник у Хрватској. Хрвати га прослављају 5. августа сваке године као спомен на победу у рату у Хрватској. На тај датум 1995. Хрватска војска је ушла у град Книн током операције Олуја којом је укинута Република Српска Крајина, што је имало за последицу једно од најсуровијих етничких чишћења на подручју бивше Југославије са трагичним билансом — масовним егзодусом више од 200.000 Срба из Хрватске.
Од 2000. године тај дан се обележава и као „Дан оружаних снага Хрватске”, док је 2008. Хрватски сабор донео одлуку о изменама и допунама закона о празницима у Републици Хрватској по којој се називу „Дан победе и домовинске захвалности” иза речи: „захвалности” додају „и Дан хрватских бранитеља”. Централна манифестација, уз присуство комплетног државног врха и војних и полицијских команданата, одржава се у Книну. Почиње пре подне полагањем венаца и паљењем свећа на градском гробљу у Книну, наставља се прославом и подизањем државне заставе на книнској тврђави.

## Контроверзе
Став званичника Републике Хрватске који се истиче прославом овог празника је да је акција хрватске војске Олуја била праведна и одбрамбена, спроведена по свим правилима ратовања, уз поштовање међународних конвенција, иако су саму војну акцију и период потом, обележили ратни злочини које су припадници хрватске војске, али и цивили починили над српским цивилима. Званичници Републике Србије сматрају да је Олуја злочин који се никад не сме заборавити, да је убијање недужних и прогон немоћних „најгори пораз за оне који су починили тај злочин” и да у Европи од Другог светског рата није виђена већа избегличка колона од оне која је од Книна 1995. године кренула према Београду. Представници политичких странака наводе да Хрватска треба признати злочин и да не би смела да се поноси бомбардовањем и убијањем голоруких прогнаника.
Истим поводом се у Србији и Републици Српској парастосима и паљењем свећа обележава убиство око 2.650 и прогон око 340.000 Срба у Републици Српској Крајини и Босни и Херцеговини од стране муслиманских и хрватских снага.
На петнаесту годишњицу хрватске војнополицијске акције Олуја 2010. године, Иницијатива младих за људска права поставила је спомен-плочу уз пут, на северном излазу из Книна којим су пре 15 година избеглице из Книна и околине бежале у колони. Ова спомен-плоча с извињењем избеглицама Олује је уклоњена за мање од 24 сата после постављања.